# Salto de gran altura
El salto de gran altura o clavado de gran altura (en inglés: high diving)? es el acto de sumergirse en el agua desde relativas alturas extremas. Se puede realizar como un deporte de aventura  (como los saltos desde acantilados), como un ejercicio acrobático de alto riesgo (como ocurre en muchos intentos de récord mundial), o con fines competitivos en eventos deportivos.
Debutó como deporte en el Campeonato Mundial de Natación de 2013 en Barcelona. En los campeonatos mundiales, los hombres saltan desde una plataforma de 27 metros de altura mientras que las mujeres saltan desde una plataforma de 20 metros de altura. En otras competiciones oficiales, los hombres generalmente saltan desde una altura de 22-27 metros y las mujeres desde una altura de 18-23 metros. Se trata de un deporte que los atletas no pueden practicar en condiciones reales hasta los días previos a una competición. El salto de gran altura ha sido designado como un deporte separado del salto de altura normal por la FINA.  Los saltadores han logrado alcanzar velocidades de descenso de 96,5 km/h (60mph).

## Historia
Inicialmente, el salto como deporte comenzó por los “saltos de altura”. Después fue exclusivamente practicado por gimnastas ya que lo encontraban emocionante con una baja probabilidad de lesión. Más adelante se convirtió en "salto en el aire" con el agua como base de aterrizaje de seguridad. Los esfuerzos de Thomas Ralph para nombrar el deporte "saltar" no se realizaron, ya que el término "buceo" estaba firmemente arraigado. Pronto se convirtió en un evento deportivo perseguido por muchos entusiastas. En los primeros años del deporte, encontrar lugares adecuados para saltar era un problema, y la gente comenzó a saltar desde cualquier lugar de gran altura: en Europa y los Estados Unidos comenzaron a saltar desde puentes tirándose de cabeza al agua. Esto se convirtió en "buceo de lujo" en Europa y, particularmente en Alemania y Suecia, como un acto de gimnasia. El deporte mejoró aún más con las actuaciones de gimnasia que se realizaban durante el proceso de buceo, y luego se le dio el nombre de "buceo de trampolín" y "buceo de alta fantasía", los cuales fueron eventos en los Juegos Olímpicos de 1908 y 1912. El primer evento de buceo como deporte, Sin embargo, fue en 1889 en Escocia con una altura de buceo de 6 pies (1,8 m). Hoy, en América Latina, el buceo de profesionales desde alturas de 100 pies (30 m) o más es una ocurrencia común. 
El salto de gran altura en acantilados viene documentado desde 1770 cuando Kahekili II, rey de Maui, se involucró en una práctica llamada "lele kawa", que significa saltar los pies primero al agua desde grandes alturas sin salpicar. Los guerreros del rey se vieron obligados a participar para demostrar que eran valientes y leales al rey. La práctica más tarde se convirtió en una competición bajo el mandato del rey Kamehameha I, y los saltadores fueron juzgados por su estilo y cantidad agua salpicada al entrar en ésta.
El 14 de enero de 1933, el holandés Lou Vlasblom realizó una inmersión documentada desde la cima de una de las torres del puente de Róterdam “Koningshaven” desde una altura de 65 metros.
La primera campeona mundial femenina en este deporte fue Cesilie Carlton de los Estados Unidos, quien ganó la primera medalla de oro en el Campeonato Mundial Acuático de 2013 con una puntuación total de 211.60. El primer campeón mundial masculino fue Orlando Duque de Colombia, quien recibió un puntaje de 590.20.
Hasta 2018, la única plataforma permanente de buceo de altura regulada en el mundo se encuentra en Austria, pero no se utiliza durante el período invernal. En 2018, el Centro de Entrenamiento de Buceo Alto Zhaoqing Yingxiong, que contiene la primera plataforma de buceo de altura regulada durante todo el año, abrió en el Centro Deportivo Zhaoqing en Zhaoqing, China. La práctica de entrenamiento generalmente se realiza en plataformas de 10 metros de altura (33 pies). Las "inmersiones de competencia" se colocan colectivamente en partes, de forma similar a la forma en que se hace un vestido. Las inmersiones como cinco inmersiones de salto mortal son emocionantes, pero algunos competidores prefieren realizar inmersiones más simples.

## Descripción general
Salto de gran altura en piscina
Hasta 2018, la única plataforma permanente de buceo de altura regulada en el mundo se encuentra en Austria, pero no se utiliza durante el período invernal. En 2018, el Centro de Entrenamiento de Buceo Alto Zhaoqing Yingxiong, que contiene la primera plataforma de buceo de altura regulada durante todo el año, abrió en el Centro Deportivo Zhaoqing en Zhaoqing, China. La práctica de entrenamiento generalmente se realiza en plataformas de 10 metros de altura (33 pies). Las "inmersiones de competición" se colocan colectivamente en partes, de forma similar a la forma en que se hace un vestido. Las inmersiones como cinco inmersiones de salto mortal son emocionantes, pero algunos competidores prefieren realizar inmersiones más simples.
Salto de gran altura en exterior
Algunos buceos al aire libre implican el lanzamiento desde alturas significativas. Uno de esos buceadores señaló: "Hay adrenalina, emoción, peligro: muchas energías diferentes pasan por tu mente cuando saltas. Eso desaparece y luego golpeas el agua y es una euforia masiva, sientes autorealizamiento". Un equipo de rescate de buzos puede estar involucrado en algunos casos, y son necesarios para cualquier competición oficial.
Salto de acantilado
Los buceadores del acantilado practican los diferentes pasos de sus inmersiones de forma aislada y solo ejecutan la inmersión completa durante las competiciones de campeonato. Las inmersiones en acantilados se consideran extremadamente difíciles y peligrosas, un desafío para todos los competidores; además de los desafíos físicos, pueden ser un desafío mental.

## Eventos
Tanto los hombres como las mujeres participan en el Campeonato Mundial de Buceo Alto, pero la altura de buceo para las mujeres está limitada a 20 metros (66 pies). La Serie Mundial Red Bull Cliff Diving se celebra anualmente y atrae a multitudes de hasta 70,000 personas. Los participantes bucean en  una variedad de lugares incluidos castillos, acantilados, torres, puentes y la Ópera de Copenhague. Tres conocidos buceadores, Gary Hunt, Blake Aldridge y Tom Daley, los últimos campeones olímpicos de 2018 en sincronización, se lanzaron a bucear en una plataforma de 27 metros de altura en el Moll de la Fusta, en el puerto de Barcelona; Esta inmersión se lograría en 3 segundos a una velocidad de 60 kilómetros por hora (37 mph). Huge Hunt del Reino Unido ganó el campeonato mundial FINA en  agosto de 2015. La edad promedio de los participantes en este evento fue de 30 años. Los gimnastas están haciendo esfuerzos para hacer de este deporte un evento olímpico para los Juegos Olímpicos de Verano 2020 celebrados en Tokio, Japón, o los Juegos Olímpicos de Verano 2024 que se celebrarán en París, Francia.
El salto de gran altura es un competencia oficial dentro del Campeonato Mundial de Natación en Singapur Campeonato Mundial de Natación que se lleva a cabo entre el 11 de julio y el 3 de agosto de 2025, contando con competidores de gran reconocimiento como el español Carlos Gimeno.

## Récords mundiales de high dives
Existe un debate considerable en torno a los reclamos récord de la inmersión más alta, que gira en gran medida en torno a los criterios para lo que constituye una inmersión válida. Wide World of Sports de ABC produjo inmersiones récord mundiales para su espectáculo de antología deportiva galardonado con un Emmy durante más de una década. Requerían que los concursantes se sumergieran o ejecutaran al menos un salto mortal y salieran del agua sin la ayuda de otros. En 1983, Wide World of Sports produjo su última inmersión récord mundial en Sea World en San Diego. Cinco buzos (Rick Charls, Rick Winters, Dana Kunze, Bruce Boccie y Mike Foley) ejecutaron con éxito inmersiones desde 172 pies. En 1985, Randy Dickison se zambulló desde 174 pies 8 pulgadas en Ocean Park en Hong Kong, pero se rompió el fémur y no pudo salir del agua por su cuenta.
En 1987, Olivier Favre intentó un doble salto mortal desde 177 pies, pero se rompió la espalda tras el impacto y tuvo que ser rescatado. El salto de Laso Schaller en 2015 desde un acantilado de 193 pies en Suiza no puede considerarse una inmersión basada en los criterios de ABC (se necesita un salto mortal), sin embargo, él es el actual poseedor del récord de la inmersión más alta desde un trampolín de acuerdo con el Libro Guinness de Records, manteniendo simultáneamente el récord del salto más alto del acantilado por el mismo salto.

### Hombres
| Fecha                    | Saltador        | Lugar                           | Altura                         | Video | Notas |
| 4 de agosto de 2015      | Lazaro Schaller | Maggia, Suiza                   | 58.8 m (192 pies, 10 pulgadas) |       | El salto de altura más alto desde un trampolín y el Salto del acantilado más alto según el Libro Guinness de los Récords Mundiales. |
| Marzo de 1983            | Rick Winters    | SeaWorld San Diego              | 52.4 m (172 pies)              |       | ABC's Wide World of Sports – Récord del desafío mundial de salto de altura.                                                         |
| Marzo de 1983            | Rick Charls     | SeaWorld San Diego              | 52.4 m (172 pies)              |       | ABC's Wide World of Sports – Récord del desafío mundial de salto de altura.                                                         |
| Marzo de 1983            | Dana Kunze      | SeaWorld San Diego              | 52.4 m (172 pies)              |       | ABC's Wide World of Sports – Récord del desafío mundial de salto de altura                                                          |
| 7 de abril de 1985       | Randy Dickison  | Ocean Park Hong Kong            | 53.2 m (172 pies, 8 pulgadas)  |       | Intento fallido, múltiples fracturas de la pierna izquierda impidieron que el saltador saliera de la piscina sin ayuda.             |
| 30 de agosto de 1987     | Olivier Favre   | Villers-le-Lac, Francia         | 53.9 m (177 pies)              |       | Intento fallido, se rompió su espalda tras el impacto con el agua y tuvo que ser rescatado.                                         |
| 27 de septiembre de 1997 | Rudolf Bok      | Žďákovský most, República Checa | 58.28 m (191 pies)             |       | Fue un salto, no una inmersión. Fractura de las vértebras torácicas y otras heridas internas sin necesidad de operar.               |

### Mujeres
| Fecha              | Saltador     | Lugar                | Altura                 | Video | Notas |
| 1982               | Debi Beachel | Roma, Italia         | 33.3 m (109 pies 4 in) |       |       |
| 7 de abril de 1985 | Lucy Wardle  | Ocean Park Hong Kong | 36.8 m (120 pies 9 in) |       |       |

## Implicaciones de salud
Algunas investigaciones sugieren que el impacto asociado con zambullirse desde altura podría tener efectos negativos en las articulaciones y los músculos de los atletas. Para evitar lesiones en sus brazos al impactar con el agua, los buzos en alturas significativas pueden ingresar primero a los pies de agua.